# Prezydenci Kamerunu

## Lista prezydentów Kamerunu
| # | Portret | Imię i nazwisko            | Kadencja         | Kadencja         | Partia polityczna                                                             |
| - | ------- | -------------------------- | ---------------- | ---------------- | ----------------------------------------------------------------------------- |
| 1 |         | Ahmadou Ahidjo (1924–1989) | 1 stycznia 1960  | 6 listopada 1982 | Narodowy Związek Kameruński                                                   |
| 2 |         | Paul Biya (1933–)          | 6 listopada 1982 | nadal            | Narodowy Związek Kameruński / Demokratyczne Zgromadzenie Narodu Kameruńskiego |